# ブライアン・バートンルイス
ブライアン・バートンルイス（Bryan Burton-Lewis、1971年10月9日 - ）は東京都出身のタレント・DJ。アメリカ国籍。

## 人物・来歴
宣教師の息子として日本で生まれ育つ。17歳の時、当時事故で入院していた小山田圭吾と病院内で知り合い、それをきっかけに音楽業界に携わる。インターナショナルスクールに通った後、大学進学のため渡米する。その後、日本に戻る。
1992年、FM802主催の新人オーディションに合格し同局でDJを担当する。
1990年代には「ロッキング・オン」などの洋楽雑誌で通訳としても活躍。フジロックのサポーターとしての顔もあり、現在はフジロックの深夜帯を借り切って「オールナイトフジ」というイベントも主催する。
1993年〜1994年、テレビ東京で放送された『モグラネグラ』という音楽番組のMCを務める。
1996年よりCS音楽専門チャンネル・スペースシャワーTVで数々の番組のVJを長年にわたって務める。
1998年2月11日発売のMr.Childrenの14thシングル「ニシエヒガシエ」のミュージック・ビデオに、ボーカル役として出演。
1999年にセガ（後のセガ・インタラクティブ）から発売されたビデオゲーム『CRAZY TAXI』の出演キャラクターの声を、同じくDJ仲間のケント・フリック、リーソル・ウィルカーソンらと共に担当する。
2004年9月、レギュラー番組がすべて打ち切りとなり、メディア露出は目立たなくなるが、2006年1月にはInterFM『Saturday Festival』にてラジオDJとして復帰。現在、同番組は『SUPER FESTIVAL』に番組名を変更し、スペースシャワーTVでは『DIGITAL ARCHIVE X』というミックスメディアな番組で復帰している。また、クラブミュージック雑誌「FLOOR net」では同名のpodcast番組とも連動した「ブライアン・バートンルイスのトーク上等」を連載している。
2008年、TBSラジオ『Kakiiin（カキーン）』の、タイトルコールと、キャッチコピーを担当する。
ラジオDJの活動以外では、ナレーション、クラブDJ、俳優の浅野忠信らとのバンド「SAFARI」のほか、コーネリアスや砂原良徳への英詞添削などで作詞協力を務めるなど、音楽活動も行っている。
2011年、『侵略!?イカ娘』に第4話冒頭登場の外国人役としてゲスト出演している。
2024年8月、渋谷でコカイン所持で現行犯逮捕される。